# ASCII (skvot)
ASCII (Amsterdam Subversive Center for Information Interchange – Amsterdamski subverzivni centar za razmenu informacija), je skvotirani prostor s komunikacionom laboratorijom i besplatnim javnim pristupom mreži u Amsterdamu, Holandija, koji drže zajedno hakeri i aktivisti (spoj iz koga je nastao haktivizam). Sebe često opisuju kao kolektiv „tehnički osposobljenih i politički zavednih hakera”.
Osnovan je 1997. u Herengrahtu, a od tada je promenio preko pet lokacija. Centar ASCII je uspostavljen pomoću reciklaže starih računara i uz upotrebu isključivo slobodnog softvera, pod GNU GPL licencom, poput Linuksa, Open Office i Fajerfoksa. Bore se za slobodan pristup tehnologijama i tvrde da je pravo na komunikaciju pravo svakoga, a slobodan softver je sredstvo. U centru se nalazi besplatni internet kafe sa bežičnim pristupom mreži, koji radi na agregat i svakome omogućava pristup informacijskim tehnologijama. Njihov link u svet teče preko antene izrađene od recikliranih konzervi, što se navodi kao primer gerilskog hardvera. Takođe su pokrenuli projekat bežičnog umrežavanja dela Amsterdama. 
Trenutna lokacija centra ASCII nije ni prvi prostor, jer se oni bore za oslobađanje prostora od komercijalnog pritiska a to podrazumeva neplaćanje prostora u kome deluju. Obično zauzimaju napuštene prostore, a struju dobijaju uz pomoć agregata. Bežični internet i mobilna infrastruktura podesni su zbog čestih selidbi. Kada ih isele sa jednog prostora, oni jednostavno, sa celokupnom infrastrukturom, zauzimaju novu lokaciju. 
Njihov moto je: “Poslednje programske kodove ćemo pisati na barikadama!”

## Spoljašnje veze
- ASCII sajt